# K-10000
К-10000 — двухбашенный самоходный полноповоротный подъёмный кран на рельсовом ходу, оснащённый порталом. Кран был разработан для возведения промышленных сооружений в энергетике с массой монтируемых элементов до 240 т, в основном, при строительстве атомных электростанций.
К-10000 выпускались с 1979 до 1986 года, всего было изготовлено 15 экземпляров, к 2007 году осталось 14 (один был повреждён и утилизирован). Большинство из этих кранов работает на верфях по всему миру, несколько штук использовались или используются на строительстве электростанций и промышленных объектов.
K-10000 является рекордным по грузоподъёмности башенным краном.

## История создания
В 1970-х годах датская компания Крёль Кранес (дат. Krøll Cranes A/S) начала проектирование собственного модельного ряда кранов для работ с тяжёлыми грузами на строительстве электростанций.  В 1978 году инженеры компании создали кран с грузовым моментом 10 000 т·м, получивший название K-10000.
В начале 1980-х годов компанией были заключены контракты на поставку этих кранов на строительные площадки атомных станций Советского Союза и США. Однако, из-за аварии на Чернобыльской АЭС в 1986 году и последовавшего свёртывания строительства атомных станций, а также развала СССР, производство кранов этой модели было прекращено.

## Производство и эксплуатация в 1979—1986 годах
С 1979 по 1986 год были выпущены 15 экземпляров K-10000, из них два для США и 13 штук по заказу СССР. Последний выпущенный К-10000 был поставлен в СССР в 1986 году.
Среди К-10000, поставленных в СССР, только пять были установлены и работали на стройплощадках, например, один кран работал на строительстве Запорожской АЭС. Восемь экземпляров в СССР были привезены, но из-за приостановки строительства новых станций после чернобыльской аварии не были смонтированы до распада СССР, а в их судьбе после коллапса советской власти осталось много неясностей.
Два из 15 кранов были приобретены американским дилером Krøll — компанией Tower Cranes of America (TCA).
Первый из кранов был поставлен TCA в компанию General Public Utilities (GPU), занимавшуюся строительством АЭС Форкед-Ривер (англ. Forked River) на юге американского штата Нью-Джерси. Он был установлен на стройплощадку АЭС в марте 1979 года в стационарном исполнении. Сборка проводилась частично на земле: основная секция крана была установлена на фундамент, а секции башни и стрелы предварительно были собраны на земле.
После аварии на АЭС Три-Майл-Айленд, также принадлежавшей GPU, строительство АЭС Форкед Ривер было приостановлено, а впоследствии прекращено. Кран K-10000 был выкуплен TCA обратно и передан в аренду компании Public Service в штат Нью-Гэмпшир, где он после трёх месяцев монтажа использовался на строительстве второго энергоблока АЭС Сибрук. Однако через четыре года компания из Нью-Гэмпшира обанкротилась, в результате энергоблок, готовый на 70 %, так и не был завершён, кран был разобран и размещён на хранение на складе TCA в Род-Айленде.
Второй К-10000, приобретённый Tower Cranes of America, не был смонтирован, он остался в Дании. Он был изготовлен в 1983 году и хранился в порту Копенгагена.

## 1990-е годы
В 1997 году один из K-10000 был куплен британским дилером, вывезен из СССР и через норвежского продавца кранов был продан на верфь в Норвегию. Норвежская сервисная компания Grønhaug Maskin-Service продала, установила и обслуживает его на верфи судостроительной компании Aker в  муниципалитете Ёлен (Шаблон:Lang=no) на острове Сторде.
Ещё один экземпляр был также вывезен в Норвегию, его приобрела компания Westcon для своего проекта на Õlen в окрестности Сторда, но проект не был реализован.
Один из «советских» кранов оказался в Сингапуре. В 1999 году K-10000 был приобретён итальянской компанией Eastproject, проверен её инженерами и смонтирован на судовой верфи компании Keppel Shipyard в Сингапуре. Он запущен в эксплуатацию в мае 2000 года и применяется при постройке судов. Вспомогательным краном этого K-10000 установлен Liebherr KL355 HC-S грузоподъёмностью 20 т.
Четвёртый (не был смонтирован, хранился в Мурманске) и пятый вывезены в Китай и установлены на стройплощадки китайских атомных электростанций, спроектированных и снабжаемых Россией.
Шестой кран, привезённый в СССР в 1986 году, не использованный в СССР и хранившийся в России до 1999 года, в 199 году был куплен  компанией Ван Зюмерен (Van Seumeren, с 2000-х компания называется «Маммут», нидерл. Mammoet). Нидерландская компания открыла новую область применения K-10000.
На 2001 год о судьбе тринадцати поставленных в СССР K-10000 было известно следующее:
- 6 кранов проданы (экспортированы из стран бывшего СССР)[2]:

1. с 1997 года работает на верфи Aker в норвежском муниципалитете Ёлен (Шаблон:Lang=no) на острове Сторде;
2. хранится в норвежской судостроительной компании Westcon;
3. с мая 2000 года работает на верфи компании Keppel в Сингапуре1°18′08″ с. ш. 103°39′05″ в. д.;
4. хранился в Мурманске, работает на стройке АЭС в Китае (строительство АЭС по российскому проекту);
5. работает в Китае на строительстве АЭС по российскому проекту;
6. с 1999 года принадлежит нидерландской компании Ван Зюмерен (Van Seumeren, с 2000-х компания называется «Маммут», нидерл. Mammoet);

- один (седьмой) был наполовину собран в 300 километрах от Москвы[2];
- восьмой находится на складе[2];
- девятый был повреждён во время одной из чеченских войн[2].

## 2007—2010 годы
Принадлежащий Tower Cranes of America и хранившийся в порту Копенгагена K-10000 в конце 2007 года был заказан у неё канадской компанией Syncrude mines для монтажа оборудования на её предприятии по переработке битуминозных песков месторождения Атабаска в канадской провинции Альберта. Состояние конструктивных элементов крана было проинспектировано, они были признаны годными, заново покрашены, после чего этот кран был перевезён в Канаду, и зимой 2007—2008 годов специалисты сервисной компании Northern Crane Services начали его монтаж на промплощадке Syncrude. В апреле 2008 года K-10000 был готов к эксплуатации. Этот экземпляр стал третьим K-10000 в Северной Америке и первым в Канаде.
По словам менеджера по продажам Krøll Нильса Сёрёнсона (дат. Niels Peter Sørensen), к концу 2007 года один из 15 изготовленных K-10000 был разобран и утитизирован из-за повреждений, один устанавливался в Канаде на заводе Syncrude, а остальные 13 были установлены в верфях в разных странах и использовались там в качестве докерных кранов. Среди их эксплуатантов — Statoil в норвежском Сторде, Keppel в Сингапуре, ABG в индийском Мумбаи и Iran Marine Industrial в Тегеране.
В интервью корреспонденту российской версии журнала Cranes & Access, механик ООО «Высотник», проводившего работы на строительстве четвёртого энергоблока Калининской АЭС, сообщил об использовании на этом строительстве 240-тонного крана с двумя стрелами производства фирмы Krøll, но запретил фотографировать этот кран.

## 2011 — настоящее время
Один K-10000 в 1999 году установлен в гавани Сингапура1°18′08″ с. ш. 103°39′05″ в. д., где он работает на судостроительной верфи компании Keppel (компания Eastproject, смонтировавшая кран, в своей презентации утверждает, что он был выпущен в 1987 году).
Другой установлен в Норвегии59°45′21″ с. ш. 5°29′27″ в. д. (на фото в карточке) и занят на демонтаже нефтяных платформ.
Третий кран использовался при строительстве 4-го энергоблока Калининской АЭС. После окончания строительный работ на Калининской АЭС, кран использовался при строительстве 3-го и 4-го энергоблоков Ростовской АЭС. В 2015 году кран был демонтирован со стройплощадки энергоблока № 4 Ростовской АЭС.
Четвёртый — на строительстве третьего энергоблока Хмельницкой АЭС (Украина)50°18′14″ с. ш. 26°38′40″ в. д..
Пятый кран смонтирован на предприятии Кавказцемент в г. Усть-Джегута44°07′32″ с. ш. 42°00′44″ в. д..

## Другие разработки
В середине 1980-х по заказу  Болгарии конструкторы Крёль Кранес разработали кран K-25000 с грузовым моментом 25 000 т·м, максимальной грузоподъёмностью 400 т и грузоподъёмностью 200 т при выносе 100 м. Конструкцией крана было предусмотрено, чтобы стрела располагалась перпендикулярно башне (горизонтально), как и у K-10000.
Из-за чернобыльской аварии и прекращения строительства АЭС кран K-25000 так и не был построен, хотя 80 % его конструкций уже были изготовлены. Таким образом, K-10000 остался рекордным по грузоподъёмности краном.

## Технические характеристики
K-10000 может быть смонтирован на многоосной рельсовой тележке с колеёй 18 метров или стационарно на бетонном фундаменте.
Максимальная рабочая зона неподвижного крана — круг диаметром 200 метров, подвижного — полоса 200 м.
Высота под крюком основного крана K-10000 составляет 85 м. Общая высота крана (основного со вспомогательным) — 120 м.
Грузоподъёмность крана зависит от выноса и модификации:
- 120 т с выносом 100 м;
- 240 т с выносом 44 м.
- в сверхтяжёлом исполнении — 360 т с выносом 61 м.

В сверхтяжёлом исполнении на кран устанавливается дополнительное оборудование (сверхгрузовое устройство): ещё одна лебёдка с дополнительным грузовым блоком.
Механизм поворота K-10000 нетипичен для башенных кранов — поворотная платформа расположена на небольшой высоте от уровня грунта.

### Основной кран
Вылет стрелы основного крана K-10000 составляет 100 м, на конце стрелы он может поднять 94 т.
Тяга лебёдки равна 10 000 кг•с, максимальная линейная скорость — 50 м/мин при нагрузке 13 т.
Когда на основном кране установлена дополнительная лебёдка сверхгрузового подъёма (вторая лебёдка мощностью 147 кВт), он может поднять 240 т с вылетом 44 м.
Грузоподъёмность основного крана вдоль всей стрелы (длиной 82 м) составляет 120 т. Максимальная высота подъёма крюка основного крана составляет 81 м. Полное обслуживание строительной площадки АЭС обеспечивается при вылете 84 м. Подъём самого тяжёлого груза на строительстве АЭС (купол реактора массой около 200 т) производится при вылете 51,8 м.
Мощности механизов основного крана:
- (основная) подъёмная лебёдка — 147 кВт;
- (дополнительная) лебёдка сверхгрузового подъёма — 147 кВт;
- лебёдка тележки — 28,5 кВт;
- лебёдка тележки противовеса — 14,7 кВт;
- поворотный механизм — 92 кВт;
- механизм ходовых тележек — 117,5 кВт.

### Вспомогательный кран
Вспомогательный кран используется при монтаже основного крана. Он представляет собой установленный в верхней части башни основного крана башенный кран с грузовым моментом до 400 т•м. В большинстве изготовленных экземпляров K-10000 в качестве вспомогательного крана был установлен Liebherr 386, в некоторых — Krøll 400D.
Грузоподъёмность вспомогательного крана K-355 составляет 45,5 т, длина стрелы — 65 м.
Мощности механизов вспомогательного крана:
- подъёмная лебёдка — 147 кВт.

## Описание конструкции
Конструкция высотой 143 м представляет собой двухбашенный кран, состоящий из двух кранов: основного крана K-10000, а также вспомогательного крана: K-355 (пр-ва Kroll Kranes) или KL355 HC-S (пр-ва Liebherr). Вспомогательный кран предназначен для монтажа основного крана, а также используется на других работах.

### Основной кран
Рабочие механизмы К-10000 оснащены автоматикой и электронными приборами, а также системой видеонаблюдения из четырёх видеокамер (по одной на противовес и крюк и две на грузовые лебёдки) для обзора всех операций. Главные подъёмные лебёдки управляются устройством с тиристорным приводом и бесступенчатым переключением скоростей.

#### Ходовая и поворотная часть
Ходовая часть крана самоходного рельсового исполнения представляет собой низкий портал рамной конструкции габаритом 18 м.

#### Секции башни
Секции башни сечением 8,8 м представляют собой сборную ферму из отдельных элементов, которые скрепляются при монтаже с помощью болтов.

#### Балочная стрела
Рабочая стрела — балочного типа, многоподвесная. Представляет собой решётчатую конструкцию, закреплённую на шарнирах к рамной конструкции башни. Жёсткий расчал, на который подвешена стрела, представляет собой систему жёстких связей (из тяг и решётчатой распорки) с креплениями к башне основного крана.
По нижним поясам стрелы передвигаются две грузовые тележки, на верхнем поясе установлены рабочие механизмы крана. В случае необходимости, дополнительно может быть установлено сверхгрузовое устройство, состоящее из подъёмной лебёдки с грузовым блоком.

#### Противовесная консоль
Противовесная консоль — решётчатой конструкции. Крепление консоли осуществляется на шарнирах к рамной конструкции башни. На конце противовесной консоли установлен стационарный противовес. Конструкция позволяет дооснастить кран двумя перемещаемыми контргрузами, положение которых зависит от массы поднимаемого груза.

### Вспомогательный кран
В составе конструкции башни основного крана установлен вспомогательный верхнеповоротный башенный кран (К-355). Этот кран имеет балочную стрелу решётчатой конструкции (с жёстким подвесом к оголовку), по нижним ярусам которой перемещается грузовая тележка. Для доступа в кабину управления крана, конструкцией предусмотрен подъёмник на шесть человек.

## Монтаж и демонтаж
Кран самоходного исполнения устанавливается в пределах стройплощадки с укладкой подкрановых путей вдоль здания строящегося объекта.
В стационарном исполнении опорно-поворотная часть устанавливается непосредственно в фундамент. Фундамент представляет собой бетонную площадку диаметром 15 м, выполненную с применением свай длиной 13 м, заглублённых на 9 м. Кран удерживается на месте благодаря двухдюймовым анкерным болтам. Всего их в общей сложности 164 штук. Вначале осуществляется предварительная сборка секций башни, которые затем с помощью стреловых кранов устанавливаются на место. После сборки башни, производят монтаж рабочей стрелы и противовесной консоли